# 荷秋藤
荷秋藤（学名：Hoya lancilimba）为夹竹桃科球兰属的植物。分布在中国大陆的云南、广东、广西等地，生长于海拔300米至800米的地区，多生于疏密林中及大树上，目前尚未由人工引种栽培。

## 别名
剑叶球兰、王五中土、大叶石仙桃、石龙藤（广西）